# IC 1772
IC 1772 — галактика типу C (компактна галактика) у сузір'ї Риби.
Цей об'єкт міститься в оригінальній редакції індексного каталогу.